# 法神流
法神流（ほうしんりゅう）は、日本の剣法の流派。江戸時代に発祥した古武道の剣術の流派。天狗剣法の異名がある。

## 概要
楳本法神が上野国の金山宮（金山八幡宮、群馬県渋川市赤城町深山）に籠って剣術を会得して創始した。楳本自身は「白正流」を称していたともいわれる。
高弟の須田房吉（のち房之助）、森田与吉、石田寿吉の3名は「法神流の三吉」と称され、須田が二代目を継承した。二代目の須田も金山宮で剣術の奥義を窮めたとされており金山宮は法神流ゆかりの神社となっている。須田は1820年（文政3年）、前橋に道場を開き、1826年（文政9年）に江戸へ進出。1829年（文政12年）、利根郡で結婚した。
1830年（文政13年）、平川不動尊に流儀名を掲額したことによって神道一心流中沢伊之助の恨みを買い、須田と森田が銃撃され、須田が死亡、生き残った森田が三代目を継承した。
金山宮には願掛けに木刀を奉納するのが習わしで、法神流の四代目継承者である須田平八（1830〜1918年）が奉納したとみられる木刀も発見されている。
1929年（昭和4年）、法神流出身の持田盛二が剣道の天覧試合で優勝し、近代剣道界でも有名となった。
法神流流儀伝承会によって継承されており、2021年11月の金山宮の改修工事による倉庫建て替えの完成時には法神流剣術の演武が奉納された。

## 小説
- 津本陽『天狗剣法 法神流須田房之助始末』、PHP研究所
- 「我思う、故に我幕末にあり」(著作者・間明修二)

## 関連人物
- 中沢琴 - 新徴組に参加した女剣士。